# Lienella latratoria
Lienella latratoria är en stekelart som beskrevs av André Seyrig 1952. Lienella latratoria ingår i släktet Lienella och familjen brokparasitsteklar. Inga underarter finns listade i Catalogue of Life.